# Veliki komet iz leta 1830
Véliki komet iz leta 1830 (uradna oznaka C/1830 F1) je neperiodični komet, ki ga je 16. marca 1830 prvi opazoval Faraquet na Mauriciusu, 20. marca ga je opazila tudi Mary Anne Fallows v Cape Townu v Južni Afriki.

## Značilnosti
Komet je imel parabolično tirnico. Soncu se je najbolj približal 9. aprila 1830 na razdaljo 0,921 a.e.. Najprej se je videl samo na južni polobli. Odkrit je bil zelo blizu južnega nebesnega pola. Lahko se je opazoval s prostim očesom od sredine marca do sredine maja. Imel je rep dolg približno 5°. 1. aprila je bil v ozvezdju Mikroskopa. Gibal se je proti severu. V sredini aprila je bil že v ozvezdju Vodnarja (Aquarius). Opazen je bil po celem svetu kot komet z magnitudo 2 do 3 in repom, ki je bil dolg nekaj stopinj.